# Миронов, Дмитрий Андреевич
Дми́трий Андре́евич Миро́нов (; род. 22 октября 1992, Челябинск) — российский кёрлингист.
Мастер спорта России международного класса (кёрлинг, 2021).
Судья I категории по кёрлингу.
Родился, вырос и начал заниматься кёрлингом в Челябинске, выступал в команде МБУ СШОР «Юность-Метар», первый тренер — Олег Пригоренко. 
В 2013 переехал в Сочи. Выступает за клуб ГБУ КК «ЦОП по зимним видам спорта» (Сочи). Работает тренером отделения кёрлинга Детско-юношеского центра по зимним видам спорта (Сочи).
В составе мужской сборной России участник зимних Олимпийских игр 2022 (заняли восьмое место).
Играет на позиции второго и третьего.
Окончил Уральский государственный университет физической культуры (2017).

## Достижения
- Чемпионат России по кёрлингу среди мужчин: золото (2017), серебро (2019, 2020, 2022, 2024, 2025), бронза (2012).
- Кубок России по кёрлингу среди мужчин: золото (2011, 2018, 2019), серебро (2010, 2023), бронза (2022).
- Чемпионат России по кёрлингу среди смешанных команд: бронза (2017).
- Кубок России по кёрлингу среди смешанных команд: серебро (2014).
- Чемпионат России по кёрлингу среди смешанных пар: бронза (2024).
- Чемпионат мира по кёрлингу среди юниоров: серебро (2013).
- Первенство Европы по кёрлингу среди юниоров: серебро (2012).

## Команды
| Сезон                                               | Четвёртый         | Третий            | Второй            | Первый               | Запасной                                                                        | Турниры                                 |
| --------------------------------------------------- | ----------------- | ----------------- | ----------------- | -------------------- | ------------------------------------------------------------------------------- | --------------------------------------- |
| 2009—10                                             | Михаил Брусков    | Артём Шмаков      | Сергей Глухов     | Дмитрий Миронов      | Александр Житняк                                                                | ЧРМ 2010 (9 место)                      |
| 2010—11                                             | Артём Шмаков      | Михаил Брусков    | Сергей Глухов     | Дмитрий Миронов      | Александр Житняк                                                                | КРМ 2010                                |
| 2011—12                                             | Артём Шмаков      | Михаил Брусков    | Сергей Глухов     | Дмитрий Миронов      | Дмитрий Соломатин                                                               | КРМ 2011                                |
| 2011—12                                             | Евгений Архипов   | Сергей Глухов     | Дмитрий Миронов   | Артур Ражабов        | Тимур Гаджиханов                                                                |                                         |
| 2011—12                                             | Евгений Архипов   | Сергей Глухов     | Тимур Гаджиханов  | Артур Али            | Дмитрий Миронов тренер: Михаил Брусков                                          | ПЕЮ 2012                                |
| 2011—12                                             | Артём Шмаков      | Сергей Глухов     | Дмитрий Миронов   | Михаил Брусков       | Дмитрий Соломатин                                                               | ЧРМ 2012                                |
| 2012—13                                             | Евгений Архипов   | Сергей Глухов     | Дмитрий Миронов   | Артур Ражабов        | Тимур Гаджиханов                                                                |                                         |
| 2012—13                                             | Евгений Архипов   | Сергей Глухов     | Тимур Гаджиханов  | Артур Али            | Дмитрий Миронов тренер: Василий Гудин                                           | ЧМЮ 2013                                |
| 2013—14                                             | Сергей Глухов     | Дмитрий Миронов   | Дмитрий Соломатин | ?                    |                                                                                 | КРМ 2013 (7 место)                      |
| 2013—14                                             | Евгений Архипов   | Сергей Глухов     | Дмитрий Миронов   | Александр Козырев    | Артур Ражабов                                                                   |                                         |
| 2013—14                                             | Артур Али         | Сергей Глухов     | Дмитрий Миронов   | Тимур Гаджиханов     | Александр Кузьмин                                                               |                                         |
| 2013—14                                             | Сергей Глухов     | Артур Али         | Дмитрий Миронов   | Тимур Гаджиханов     | Александр Кузьмин тренер: Василий Гудин                                         | ЧМЮ 2014 (7 место)                      |
| 2014—15                                             | Роман Кутузов     | Александр Козырев | Сергей Глухов     | Дмитрий Миронов      |                                                                                 | ЧР 2015 (группа Б, )                    |
| 2015—16                                             | Роман Кутузов     | Сергей Глухов     | Александр Козырев | Дмитрий Миронов      |                                                                                 | ЧРМ 2016 (4 место)                      |
| 2016—17                                             | Евгений Архипов   | Сергей Глухов     | Дмитрий Миронов   | Александр Козырев    |                                                                                 | ЧРМ 2017                                |
| 2017—18                                             | Евгений Архипов   | Артур Али         | Дмитрий Миронов   | Антон Калалб         | Сергей Глухов                                                                   | ЧРМ 2018 (4 место)                      |
| 2018—19                                             | Сергей Глухов     | Артур Али         | Дмитрий Миронов   | Антон Калалб         | Евгений Климов (ЧМ) Александр Козырев (ЧРМ) тренер: Александр Козырев (ЧМ, ЧРМ) | КРМ 2018 · ЧМ 2019 (9 место) · ЧРМ 2019 |
| 2019—20                                             | Артур Али         | Дмитрий Миронов   | Арсений Мешкович  | Степан Севрюков      | Альберт Топчян                                                                  | КРМ 2019                                |
| 2020—21                                             | Сергей Глухов     | Дмитрий Миронов   | Артур Али         | Антон Калалб         | Егор Волков тренер: Александр Козырев                                           | КРМ 2020 (4 место)                      |
| 2020—21                                             | Сергей Глухов     | Дмитрий Миронов   | Артур Али         | Александр Козырев    | тренеры: Александр Козырев, Ефим Жиделев                                        | ЧРМ 2020                                |
| 2020—21                                             | Сергей Глухов     | Евгений Климов    | Дмитрий Миронов   | Антон Калалб         | Даниил Горячев тренер: Александр Козырев                                        | ЧМ 2021 (4 место)                       |
| 2020—21                                             | Сергей Глухов     | Дмитрий Миронов   | Артур Али         | Антон Калалб         | тренеры: Александр Козырев, Ефим Жиделев                                        | ЧРМ 2021 (4 место)                      |
| 2021—22                                             | Сергей Глухов     | Евгений Климов    | Дмитрий Миронов   | Антон Калалб         | Даниил Горячев тренер: Александр Козырев                                        | ЧЕ 2021 (12 место) ЗОИ 2022 (8 место)   |
| 2021—22                                             | Сергей Глухов     | Дмитрий Миронов   | Артур Али         | Антон Калалб         | тренеры: Александр Козырев, Ефим Жиделев                                        | ЧРМ 2022                                |
| 2022—23                                             | Сергей Глухов     | Артур Али         | Евгений Климов    | Антон Калалб         | Дмитрий Миронов тренеры: А.Н. Козырев, Е.А. Жиделев                             | КРМ 2022                                |
| 2022—23                                             | Сергей Глухов     | Евгений Климов    | Дмитрий Миронов   | Антон Калалб         | Артур Али тренеры: А.Н. Козырев, Е.А. Жиделев                                   | ЧРМ 2023 (5 место)                      |
| 2023—24                                             | Дмитрий Миронов   | Сергей Глухов     | Арсений Мешкович  | Антон Калалб         | Артур Али тренеры: Е.А. Жиделев, А.С. Козырев                                   | КРМ 2023                                |
| 2023—24                                             | Сергей Глухов     | Дмитрий Миронов   | Артур Али         | Антон Калалб         | Арсений Мешкович тренеры: Е.А. Жиделев, А.Н. Козырев                            | ЧРМ 2024                                |
| 2024—25                                             | Дмитрий Миронов   | Сергей Глухов     | Захар Сотников    | Александр Полушвайко | Дмитрий Мальцев тренеры: Е.А. Жиделев, Е.И. Азизова                             | КРМ 2024 (8 место) · ЧРМ 2025           |
| Кёрлинг среди смешанных команд (mixed curling)      |                   |                   |                   |                      |                                                                                 |                                         |
| 2011—12                                             | Дарья Ященко      | Сергей Глухов     | Анна Кунцева      | Дмитрий Миронов      |                                                                                 | КРСК 2011 (11 место)                    |
| 2014—15                                             | Ольга Жаркова     | Дмитрий Миронов   | Юлия Гузиёва      | Александр Козырев    |                                                                                 | КРСК 2014                               |
| 2016—17                                             | Ольга Жаркова     | Сергей Глухов     | Юлия Портунова    | Дмитрий Миронов      |                                                                                 | ЧРСК 2017                               |
| 2022—23                                             | Дмитрий Миронов   | Юлия Портунова    | Артур Али         | Юлия Чемоданова      | тренеры: А.С. Козырев, Е.А. Жиделев                                             | ЧРСК 2023 (5 место)                     |
| Кёрлинг среди смешанных пар (mixed doubles curling) |                   |                   |                   |                      |                                                                                 |                                         |
| 2015—16                                             | Анна Чистякова    | Дмитрий Миронов   |                   |                      |                                                                                 | КРСП 2015 (9 место)                     |
| 2015—16                                             | Галина Арсенькина | Дмитрий Миронов   |                   |                      |                                                                                 | ЧРСП 2016 (4 место)                     |
| 2017—18                                             | Виктория Енбаева  | Дмитрий Миронов   |                   |                      |                                                                                 | ЧРСП 2018 (4 место)                     |
| 2018—19                                             | Наталья Налимова  | Дмитрий Миронов   |                   |                      |                                                                                 | ЧРСП 2019 (17 место)                    |
| 2022—23                                             | Виктория Енбаева  | Дмитрий Миронов   |                   |                      | тренеры: Артур Али, И.Е. Азимова                                                | ЧРСП 2023 (15 место)                    |
| 2023—24                                             | Виктория Енбаева  | Дмитрий Миронов   |                   |                      | тренеры: Е.И. Азимова, Е.А. Жиделев                                             | ЧРСП 2024                               |
| 2024—25                                             | Мария Марченкова  | Дмитрий Миронов   |                   |                      | тренеры: С.А. Глухов, Е.А. Жиделев                                              | ЧРСП 2024                               |

(скипы выделены полужирным шрифтом)